# Millennium Centre
Het Millennium Centre, ook bekend als The Millennium en The Residences at Millennium Centre, is een wolkenkrabber in Chicago, Verenigde Staten. Het gebouw staat op 33 West Ontario Street. De bouw van de toren begon in 2001 en werd in 2003 voltooid.

## Ontwerp
Het Millennium Centre is 185,91 meter hoog, 171,78 meter tot de hoogste etage, en telt 58 verdiepingen. Het gebouw is ontworpen door Solomon, Cordwell, Buenz and Associates in postmoderne stijl en heeft een betonnen gevel. Het gebouw bevat naast woningen ook een parkeergarage en ruimte voor detailhandel.
Het Millennium Centre bevat onder andere een zwembad, een conferentiecentrum, een fitnesscentrum en een zonnedek op de 14e verdieping. Het telt 365 woningen, inclusief vier penthouses.